# Hans Staudacher

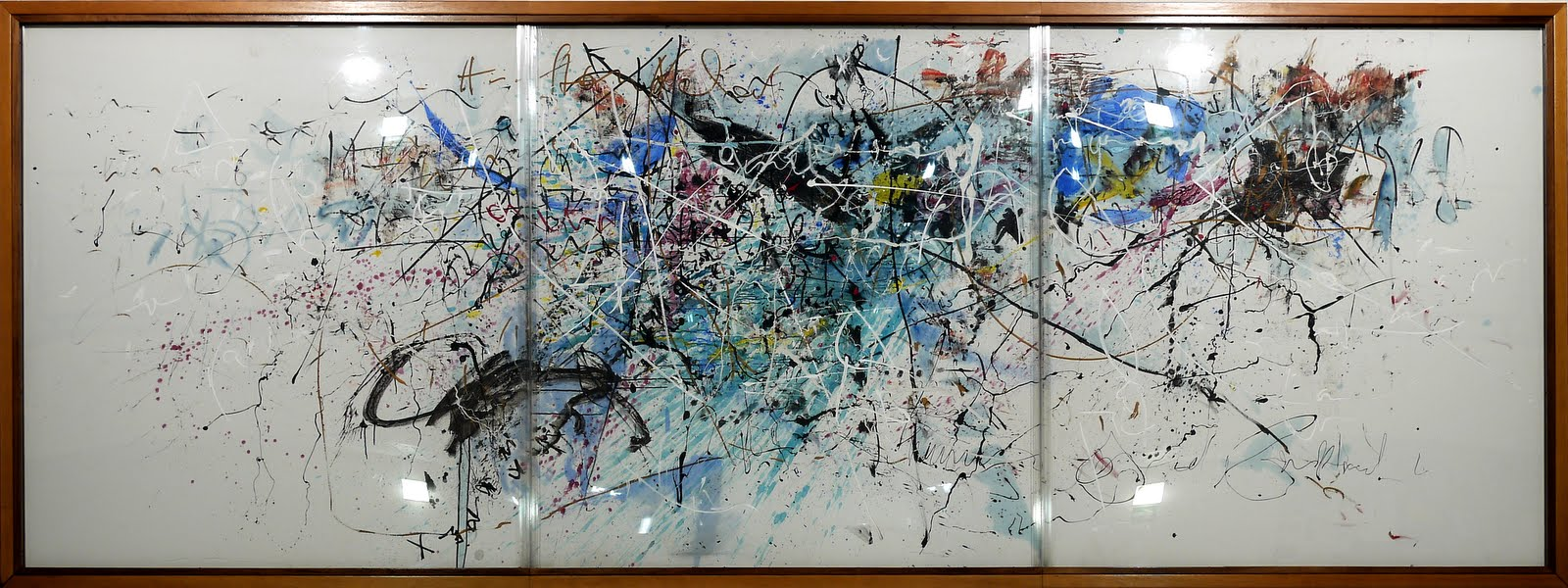
Gemälde in Block C5 / C6 im Wohnpark Alt-Erlaa in Wien, 23. Bezirk

Hans Staudacher (* 14. Jänner 1923 in St. Urban am Ossiacher See in Kärnten; † 17. Jänner 2021 in Wien) war ein österreichischer Maler. Er lebte und arbeitete in Wien und Finkenstein am Faaker See in Kärnten.

## Leben
Zunächst erlernte er die Malerei als Autodidakt. Er war von den Malern des Nötscher Kreises fasziniert. Er besuchte in Kärnten die Malschule von Arnold Clementschitsch. In der Folge übersiedelte er nach Wien, lebte zeitweise aber auch in Paris. In den 1950er Jahren wurde er aktives Mitglied der Wiener Secession, die ihm als einem der wichtigsten österreichischen Vertreter des Informel Ausstellungen widmete. 1956 wurde er ausgewählt, Österreich bei der Biennale in Venedig zu vertreten, 1975 war er gemeinsam mit Cornelius Kolig und Gotthard Muhr Repräsentant Österreichs bei der XIII. Biennale von São Paulo.
Er galt auch als Vertreter des Tachismus und des Action Paintings.
Zu Hans Staudachers 90. Geburtstag veranstaltete die Wiener Galerie Hilger Anfang 2013 die Ausstellung 90 Jahre gegen den Strom.
Staudacher zählte zu den bekanntesten österreichischen Malern. Er starb im Jänner 2021, nur wenige Tage nach seinem 98. Geburtstag, in Wien. Er wurde am Wiener Zentralfriedhof bestattet.

## Auszeichnungen
- 1958 Premio Marzotto, Valdagno
- 1964 Josef-Hoffmann Ehrung der Wiener Secession
- Forum Stadtpark, Graz
- Humanic Preis
- 1965 Hauptpreis auf der Biennale Tokio
- 1967 INTART Preis, Jugoslawien
- 1972 Grafikpreis für Krakau
- 1973 Preis für Hiroshima Kirche, Glasfenster
- 1983 Silbermedaille für Verdienste der Stadt Wien
- Preis des Bundesministeriums für Unterricht
- Preis der Zentralsparkasse der Gemeinde Wien
- Würdigungspreis für Malerei der Stadt Wien
- 1984 1. Preis f. Glasfensterwettbewerb Casino Graz
- 1983 Preis der Stadt Wien für Bildende Kunst – Kategorie Malerei und Grafik
- 1989 Kulturpreis des Landes Kärnten
- 1991 Ehrenmitglied der Wiener Secession
- 1997 Großes Goldenes Ehrenzeichen für Verdienste um das Land Kärnten
- 1999 Ordre de Saint Fortunat
- 2003 Ehrenring der Marktgemeinde Finkenstein
- 2004 Goldenes Ehrenzeichen für Verdienste um das Land Wien
- 2004 Kulturpreis der Stadt Villach
- 2004 Ehrenkreuz für Wissenschaft und Kunst I. Klasse der Republik Österreich
- 2013 Goldener Rathausmann der Stadt Wien

## Ausstellungen
- 2012 Galerie Artziwna Wien: Ausgewählte Werke aus 6 Jahrzehnten[4]